# Senobasis frosti
Senobasis frosti là một loài ruồi trong họ Asilidae. Senobasis frosti được Bromley miêu tả năm 1951. Loài này phân bố ở vùng Tân nhiệt đới.